# Volvo Powertrain
Volvo Powertrain Aktiebolag är ett svenskt dotterbolag inom AB Volvo-koncernen som utvecklar och levererar drivlinekomponenter till alla företagen inom AB Volvo (Volvo Lastvagnar, Renault Trucks, UD Trucks (före detta Nissan Diesel), Mack Trucks, Volvo Construction Equipment och Volvo Penta).
Med drivlinekomponenter menas motorer, växellådor och drivaxlar.
Bolaget tillhörde förut Volvo Lastvagnar men bröts sedan ut för att bli en underleverantör till bolagen inom AB Volvo. Tillverkning sker i bland annat Skövde och Köping och utveckling i Göteborg och Lyon, Frankrike.

## Galleri

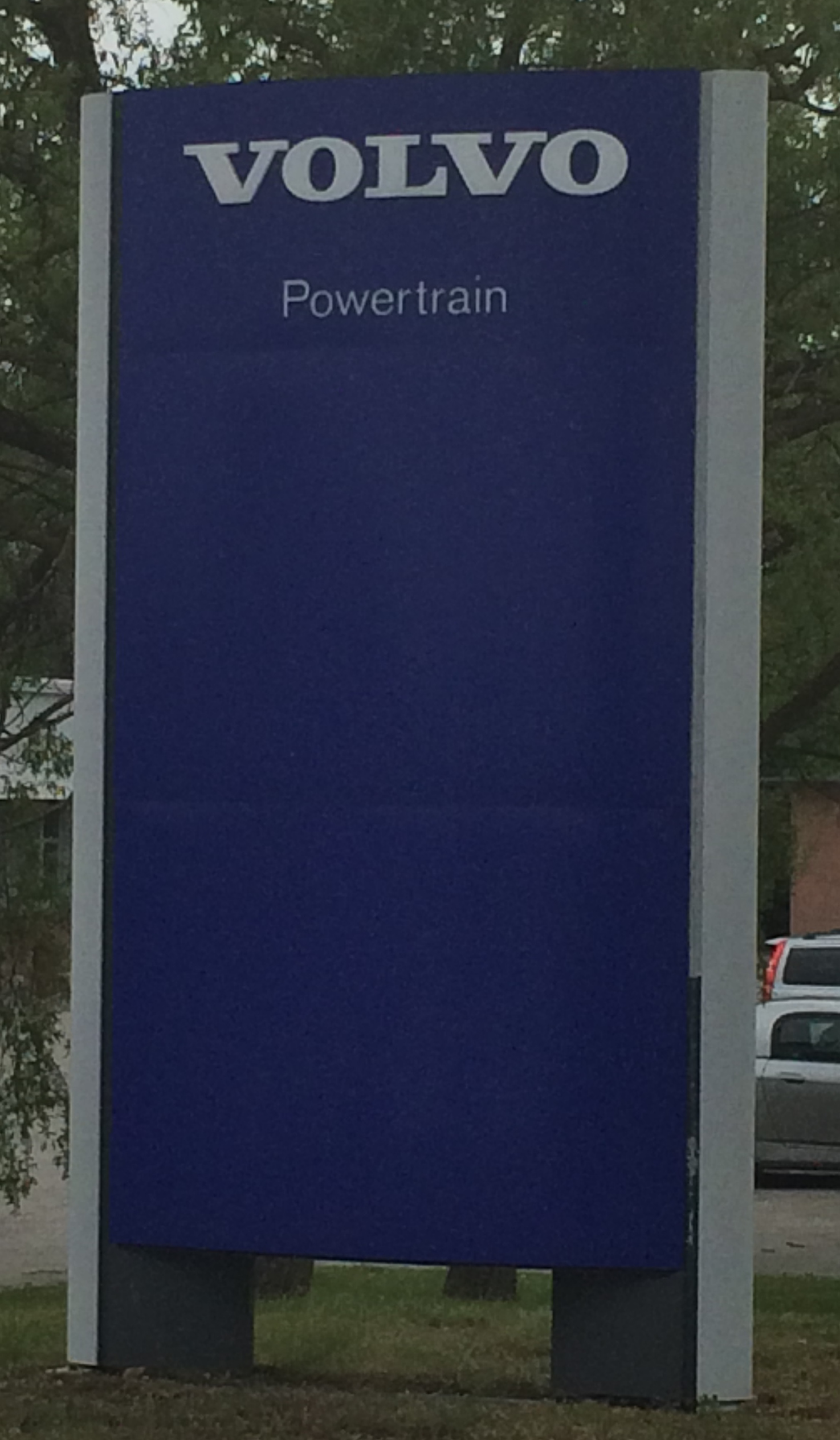
Skylt utanför Volvo Powertrain i Malmö.